# Pemphigus phenax
Espèce
Pemphigus phenax est une espèce de pucerons de la famille des Aphididae et du genre Pemphigus. Il parasite l'été la Carotte (Daucus carota subsp. sativus) et se réfugie l'hiver sur le Peuplier noir (Populus nigra).

## Systématique
L'espèce est décrite en 1916 par les naturalistes allemands Carl Julius Bernhard Börner (1880-1953) et Johann Christian Blunck (d) (1855-1958), qui la classent dans le genre Pemphigus sous le nom binominal Pemphigus phenax.

## Description
Sur Peuplier noir, l'épiphylle, généralement rougeâtre, est en renflement fusiforme de la partie centrale de la nervure médiane, de plus de cinq fois l'épaisseur normale ; l'ouverture est en forme de fente à la face inférieure sur presque toute la longueur de la galle. Les aptères sont sur les Carottes jaune citron pâle à blanc jaunâtre, avec une cire blanche ; de 1,5 à 2,5 mm.

## Répartition
Ce puceron est recensé en Europe, et nulle part ailleurs.